# Heinrich Altherr (Schriftsteller)

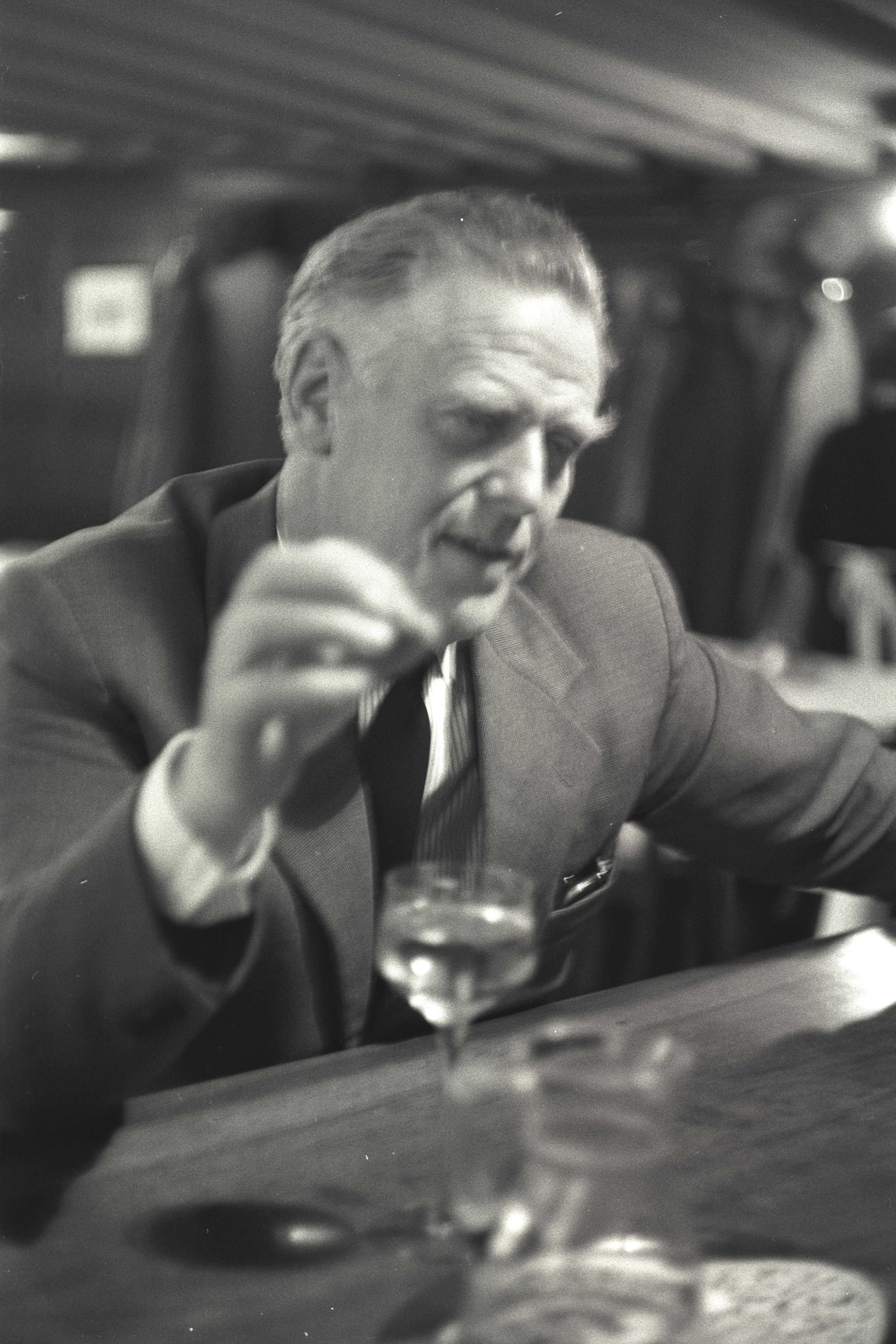
Porträt des Schriftstellers Heinrich Altherr im Jahr 1960 im Gasthaus Schäfli in St. Gallen (Foto: Herbert Maeder)

Heinrich Altherr (* 2. September 1909 in Gais; † 26. August 1993 in Herisau; heimatberechtigt in Urnäsch) war ein Schweizer Lehrer und Mundartschriftsteller aus dem Kanton Appenzell Ausserrhoden.

## Leben
Heinrich Altherr war verheiratet mit Alina Knechtle.
Er besuchte die Schulen in Gais und später das Lehrerseminar in Kreuzlingen. Von 1930 bis 1945 arbeitete er als Primarlehrer in Waldstatt und Herisau, wo er bis 1976 unterrichtete. Er arbeitete in der Kommission für Schul- und Jugendbücher mit. Nach seiner Pensionierung war er von 1976 bis 1988 Redaktor des Appenzeller Kalenders.
In seinen Jugendbüchern offenbarte Heinrich Altherr ein «besonderes Einfühlungsvermögen in die Welt der Heranwachsenden» (Ferdi, 1944). Spätere Werke wie Öser Gattig Lüüt (1954) und Sonnesits ond schattehalb (1979) zeigen ihn als «meisterhaften Erzähler in Appenzeller Mundart». Zur 450-Jahr-Feier zum Eintritt des Landes Appenzell in den Bund schrieb Heinrich Altherr, der sich in seiner Wohngemeinschaft kulturell stark engagierte, das Festspiel Appenzell, das Land (1963, zusammen mit Hans Meier).

## Werke
- Ferdi. Eine Geschichte aus der Gegenwart für die Jugend erzählt. Sauerländer, Aarau ca. 1945.
- Öser Gattig Lüüt. Zeä Gschichte n im Appezeller Dialekt. Mit Federzeichnungen von Alfred Kobel. Arthur Niggli und Willy Verkauf, Teufen 1954.
- Appenzell das Land. Ein Spiel in vier Teilen zur Feier der 450jährigen Zugehörigkeit des Landes Appenzell im Bund der Eidgenossen 1513/1963. Zur Aufführung durch die Sekundarschüler am Herisauer Kinderfest 1963. Unter Mitarbeit von Hans Meier. Schläpfer, Herisau 1963.
- Sonnesiits ond schattehalb. Gschichte, Saage ond anders im Appezellerdialekt. Schläpfer, Herisau 1979.
- Leseproben in der Appenzeller Anthologie, abgerufen am 26. März 2020.
- Weitere Werke im Katalog der Kantonsbibliothek Appenzell Ausserrhoden, abgerufen am 26. März 2020.